# Pogo (canción)
Pogo es una canción del grupo musical de rock argentino Patricio Rey y sus Redonditos de Ricota. Es la quinta canción incluida en su octavo álbum de estudio, titulado Último bondi a Finisterre editado bajo el sello Patricio Rey Discos en el año 1998.

## Interpretación

Esta canción está inspirada en el asesino en serie John Wayne Gacy (1942 - 1994).

La letra hace referencia al baile pogo, (en el que consiste en saltar de arriba y abajo y hacia los costados en un recital en su máximo apogeo). En el estribillo se cita la frase: Baila el pogo del payaso asesino; haciendo alusión al famoso asesino en serie norteamericano John Wayne Gacy, quien violó y mató a treinta y tres hombres jóvenes entre los años 1972 y 1978. Veintiséis de sus víctimas fueron enterradas en el semisótano de su propia casa, otras tres en diferentes lugares de la casa, y otras cuatro fueron lanzadas a un río cercano.

## Créditos
- Indio Solari: Voz.
- Skay Beilinson: Guitarra.
- Semilla Bucciarelli: Bajo.
- Sergio Dawi: Saxofón.
- Walter Sidotti: Tambores.